# Harry Boland
Harry Boland (27 avril 1887 – 1er août 1922), est un nationaliste républicain irlandais.
Il est élu aux élections générales de 1918 en tant que député de South Roscommon, mais comme pour les autres candidats du Sinn Féin, il n'a pas siégé à la Chambre des communes britannique, servant plutôt de Teachta Dála (député) dans le Premier Dáil.
Lors des élections générales de 1921, Boland est élu au Deuxième Dáil comme l'un des DT de la circonscription Mayo South–Roscommon South. Il est réélu en 1922 comme candidat anti-traité, mais est décédé deux mois plus tard dans la guerre civile irlandaise.
Il est le frère de Gerald Boland et l'oncle de Kevin Boland, également hommes politiques irlandais.